# Липучка для мух

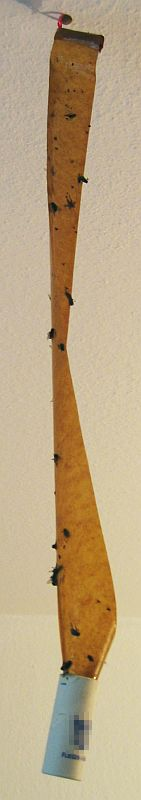
Липучка в дії

Липучка для мух (англ. Flypaper), також липучка від мух або мухоловка — засіб для боротьби з мухами та іншими літаючими комахами у приміщенні. Використовується з другої половини XIX століття.

## Опис
Липучка для мух являє собою згорнутий в трубочку аркуш цупкого паперу шириною 5 см і довжиною близько 50 см, який змащений якою-небудь липкою пахучою речовиною.
У приміщенні край липучки прикліпляють до стелі або під нею, після чого розмотують паперову стрічку. Комахи, яких приваблює запах липучки, опинившись на стрічці, не можуть відірватися від неї і гинуть.
Через контактну дію липучки вона не дозволяє швидко звільнити приміщення від мух. Видимий ефект досягається через певний проміжок часу після встановлення.